# Baronia de Vostitza
La Baronia de Vostitza va ser un feu medieval franc del Principat d'Acaia, localitzat a la costa nord de la península del Peloponès a Grècia, i centrat a la ciutat de Vostitza (en grec: Βοστίτζα; en francès:  la Vostice ; en italià:  Lagostica) que correspon a l'actual Egio).

## Història
La Baronia de Vostitza va ser establerta al voltant de 1209, després de la conquesta del Peloponès pels croats, i va ser una de les dotze baronies seculars originals dins del Principat d'Acaia. La baronia, amb vuit feus concedits, va ser donada a Hug I de Charpigny. L'origen i el nom de la família no estan clares, a causa dels diferents testimonis del seu nom a la font principal, les diferents versions de la Crònica de Morea . La versió grega dona el seu cognom com «de Lele», que ha estat interpretat comunament com una corrupció de «de Lille», i afirma que Hugo va adoptar després el cognom «de Charpigny»; mentre que la versió aragonesa de la Crònica esmenta que el primer baró va ser Guiu, que Hug era el seu fill, anomenat «Cherpini» en honor pel poble grec on va néixer (que alguns autors identifiquen amb Kerpini), i «Lello» era el nom d'una fortalesa construïda en els dominis de la família a Lacònia (possiblement Helos); per complicar encara més l'assumpte, el topònim "Charpigny" no és testificat en la França contemporània.
Amb l'establiment de la província romana d'Orient de Mistra en la dècada de 1260, i les guerres posteriors que van veure gran part del Peloponès envaït pels romans d'Orient, per al voltant de 1320 Vostitza, juntament amb Calandritsa i Patres, van ser les úniques de les dotze baronies originals que van restar encara en mans llatines. Els Charpigny van mantenir la baronia fins a principis de segle xiv, quan la línia directa masculina es va extingir (en algun moment abans de 1316). El príncep d'Acaia, Lluís de Borgonya, va casar a l'hereva de la baronia amb Dreux de Charny, que també va rebre la baronia de la família de Nivelet. La història de la família Charpigny-Charny és fosca entre 1316 i 1356. El germà de Dreux, Godofredo de Charny, és testificat, però no sembla haver heretat terra alguna. No obstant això, el 1327, la senyora Agnès, filla d'un tal Jofré de Charpigny (segons Karl Hopf, que pensava que era el fill d'Hug II), és esmentada com entrant en possessió de la seva «herència materna», i va ser Guillermina de Charny, la (suposada) filla de Jofré de Charny, que va succeir en les dues baronies juntament amb el seu marit, Felip de Jonvelle (o Joinville) amb el que es va casar el 1344).Diverses suggeriments s'han fet per simplificar l'arbre genealògic, per la qual cosa Agnès seria l'esposa no identificada de Dreux de Charny, amb Guillermina com la seva germana.Segons R.-J. Loenertz, aquests problemes genealògiques han estat creats per alguns lapsus en l'obra de Carles du Fresne, senyor Du Cange  Histoire de l'Empire de Constantinoble sous les empereurs français, complicat per l'hàbit de Hopf per presentar les seves pròpies hipòtesis com a fets. Agnès de Charpigny, la filla i hereva d'Hug II de Charpigny, que després hauria estat l'esposa de Dreux de Charny, i la mare de la seva filla Guillermina, l'esposa de Felip de Jonvelle.
En 1359, els drets d'ambdues baronies van ser comprats a Guillermina i Felip per Maria de Borbó, que els va vendre a Neri I Acciajouli el 1363. La baronia va ser capturada al voltant de 1380 per la Companyia navarresa, que la va conservar a partir de llavors. En 1391 Vostitza estava en mans de Pere de Saint Superan, que va esdevenir príncep d'Acaia el 1395.Vostitza va passar a formar part del domini principesc, i a la mort de Saint Superan va passar a una nova línia principesca, els Zaccaria, fins al 1428, quan es va perdre a mans del dèspota grec de Morea, Teodor II Paleòleg, que després la va passar al seu germà, Constantí.

## Genealogia segons K. Hopf

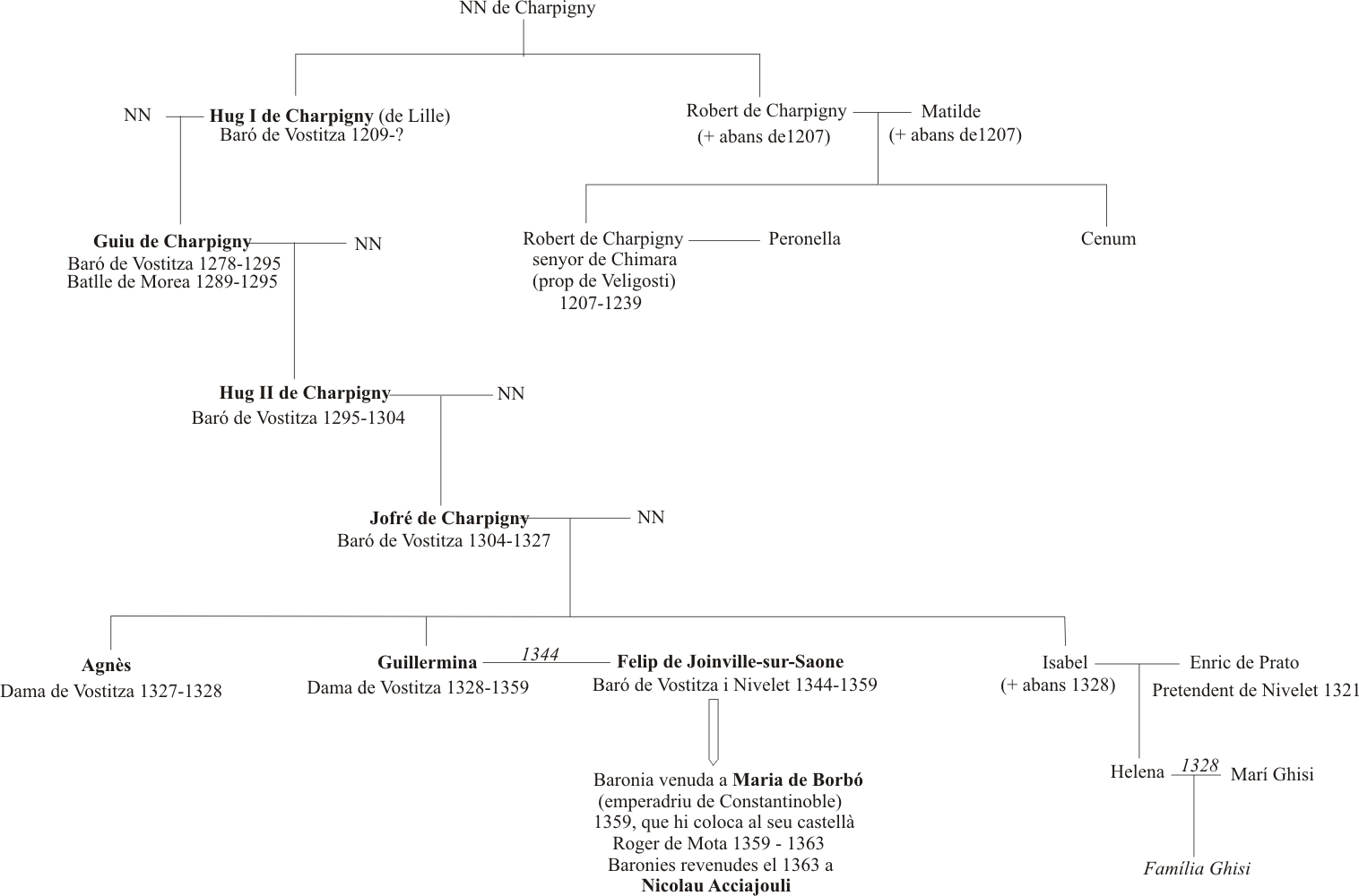
Genealogia segons Karl Hopf

## Barons de Vostitsa, segons A. Bon[7]
- Hug I de Charpigny, al voltant de 1209 - mitjan segle xiii
- Guiu de Charpigny, mitjan segle xiii - 1295
- Hug II de Charpigny, 1295 – després de 1304/abans de 1316
- Filla desconeguda de Hug II, i el seu marit Dreux de Charny, 1316 – ?
- Agnès (?) 1326 – ?
- Guillermina de Charny, amb el seu marit Felip de Jonvelle, abans de 1344 – 1359
- Maria de Borbó, 1359 – 1363
- Neri I Acciajouli, 1363 – ? (de facto fins al tomb de 1380)
- Pere Bordeaux de Saint Superan, abans de 1391 – 1402
- Maria II Zaccaria, 1402 – 1404
- Centurió II Zaccaria, 1404 – 1428